# Saison 2024-2025 du Stade lavallois
Maillots
Dernière mise à jour : 28 janvier 2025.
Chronologie
Saison précédente Saison suivante
La saison 2024-2025 du Stade Lavallois est la 120e saison de l'histoire du club et la 33e en Ligue 2.

## Résumé de la saison

### Préparation d'avant-saison
La reprise de l'entraînement a lieu le 1er juillet 2024 pour une préparation de sept semaines explique Olivier Frapolli.
La série de matchs amicaux débute le samedi 13 juillet 2024. Les Lavallois partiraient en stage du 15 au 20 juillet.
Le 31 mai 2024, l'entraîneur Olivier Frapolli, en poste depuis 2019, prolonge son contrat jusqu'en 2027.

### Championnat
La saison de Ligue 2 va débuter le 16 août 2024 et s’achèvera le 10 mai 2025. C'est BeIn Sports qui obtient les droits TV de la Ligue 2 et qui diffuse donc les matchs de Laval en Ligue 2. Laval continue en Ligue 2 en essayant de s'accrocher à un place de barragiste. Laval finit sa saison à domicile face au FC Metz, malgré la défaite, le dernier match est marqué par le départ de cadres avec les départs du capitaine Jimmy Roye, du vice-capitaine Jordan Adéoti et le joueur le capé en championnat de l'histoire du Stade Lavallois Anthony Gonçalves ainsi que d'Edson Seidou, Jordan Tell et l'entraineur adjoint Gilles Bourges. Jimmy Roye reste cependant à Laval reprenant le poste d'entraineur adjoint au coté d'Olivier Frapolli.
Les Tangos finissent donc à 7e place de Ligue 2 et n'accède donc pas aux barrages d'accession à la Ligue 1.

### Coupe de France
Le Stade lavallois commence au 7e tour de la compétition. Laval se déplace donc de 40km pour aller affronter l'AS Vitré (club de National 3) et gagne après une séance de tirs au but. Pour le 8e tour, les tangos affrontent l'US Concarneau (club de National 1) et jouent un match de Coupe de France à domicile pour la première fois depuis 2021. Après une nouvelle victoire aux tirs au but, Laval se déplace face au SA Mérignac (club de Régional 1) et gagne une troisième fois après séance de tirs au but. Au tirage au sort, Laval se déplace face au Toulouse FC (cette fois ci club de Ligue 1) et est éliminé de la Coupe de France.

## Transferts
En fin de mercato d'été, l'attaquant Junior Kadile souhaitant rejoindre Almere City quitte le club. Son départ, permet au Stade lavallois de recruter Mamadou Camara en provenance de l'US Quevilly-Rouen afin de le remplacer et renforcer son effectif. Le capitaine de la réserve Enzo Montet signe un contrat professionnel le 31 mars 2025.
| Date             | Joueur                      | Transfert         | Provenance/Destination  | Division           |
| ---------------- | --------------------------- | ----------------- | ----------------------- | ------------------ |
| Arrivées         |                             |                   |                         |                    |
| 20 mai 2024      | Lois Martins                | Premier contrat   | Stade Lavallois B       | National 3         |
| 25 juin 2024     | Moïse Adilèhou              | Transfert libre,  | Maccabi Petah-Tikva     | Ligat HaAl         |
| 28 juin 2024     | Kevin Zohi                  | Transfert libre,  | FC Sochaux Montbéliard  | National 1         |
| 10 juillet 2024  | Amjhad Nazih                | Premier contrat   | Stade Lavallois B       | National 3         |
| 11 juillet 2024  | Williams Kokolo             | Transfert libre   | Swindon Town FC         | EFL League Two     |
| 11 juillet 2024  | William Bianda              | Transfert libre   | Standard de Liège       | Jupiter Pro League |
| 30 juillet 2024  | Owen Kouassi                | Premier contrat,  | Stade Lavallois B       | National 3         |
| 2 août 2024      | Malik Sellouki              | Transfert libre   | ADO Den Haag            | Eerste Divisie     |
| 26 août 2024     | Siriné Doucouré             | Prêt              | FC Lorient              | Ligue 2            |
| 30 août 2024     | Mamadou Camara              | Transfert         | US Quevilly-Rouen       | National 1         |
| Départs          |                             |                   |                         |                    |
| 1er juillet 2023 | François-Xavier Fumu Tamuzo | Retraite sportive | Retraite sportive       | Retraite sportive  |
| 1er juillet 2023 | Kevin Perrot                | Retraite sportive | Retraite sportive       | Retraite sportive  |
| 1er juillet 2023 | Marvin Baudry               | Fin de contrat,   | US Orléans              | National 1         |
| 1er juillet 2023 | Yasser Baldé                | Fin de contrat,   | Ratchaburi Mitr Phol FC | Thai League 1      |
| 1er juillet 2023 | Ryan Ferhaoui               | Fin de contrat,   |                         |                    |
| 1er juillet 2023 | Antonin Bobichon            | Fin de contrat,   | Pau FC                  | Ligue 2            |
| 1er juillet 2023 | Irvin Lomamy                | Fin de prêt       | Olympique lyonnais      | Ligue 1            |
| 1er juillet 2023 | Rémy Labeau-Lascary         | Fin de prêt       | RC Lens                 | Ligue 1            |
| 1er juillet 2023 | Pablo Pagis                 | Fin de prêt       | FC Lorient              | Ligue 2            |
| 1er juillet 2023 | Djibril Diaw                | Fin de prêt       | Rukh Lviv               | Premier-Liha       |
| 21 juin 2024     | Théo Chatelain              | Prêt              | AS Furiani-Agliani      | National 2         |
| 16 juillet 2024  | Noa Mupemba                 | Prêt              | US Avranches            | National 2         |
| 30 août 2024     | Junior Kadile               | Transfert         | Almere City FC          | Eredivisie         |

| Date            | Joueur                    | Transfert       | Provenance/Destination | Division   |
| --------------- | ------------------------- | --------------- | ---------------------- | ---------- |
| Arrivées        |                           |                 |                        |            |
| 16 janvier 2025 | Théo Pellenard            | Transfert libre | AJ Auxerre             | Ligue 1    |
| 28 janvier 2025 | Aymeric Faurand-Tournaire | Premier contrat | Stade Lavallois B      | National 3 |
| Départs         |                           |                 |                        |            |
| 28 janvier 2025 | William Benard            | Prêt            | Paris 13 Atletico      | National 1 |

## Effectif de la saison 2024-2025
(En italique, les joueurs partis en cours de saison)
Mise à jour le 29 novembre 2024.
| N  | P | Joueur                    | Ligue 2 | Ligue 2     | Ligue 2        | Ligue 2 | Ligue 2      | Coupe de France | Coupe de France | Coupe de France | Coupe de France | Coupe de France | Total | Total       | Total          | Total  | Total        |
| N  | P | Joueur                    | MJ      | But inscrit | Passe décisive | Averti  | Carton rouge | MJ              | But inscrit     | Passe décisive  | Averti          | Carton rouge    | MJ    | But inscrit | Passe décisive | Averti | Carton rouge |
| -- | - | ------------------------- | ------- | ----------- | -------------- | ------- | ------------ | --------------- | --------------- | --------------- | --------------- | --------------- | ----- | ----------- | -------------- | ------ | ------------ |
| 30 | G | Mamadou Samassa           | 33      | 0           | 0              | 1       | 0            | 0               | 0               | 0               | 0               | 0               | 33    | 0           | 0              | 1      | 0            |
| 1  | G | Maxime Hautbois           | 2       | 0           | 0              | 0       | 0            | 4               | 0               | 0               | 0               | 0               | 6     | 0           | 0              | 0      | 0            |
| 16 | G | Amjhad Nazih              | 0       | 0           | 0              | 0       | 0            | 0               | 0               | 0               | 0               | 0               | 0     | 0           | 0              | 0      | 0            |
| 20 | D | Amin Cherni               | 25      | 1           | 0              | 2       | 0            | 2               | 0               | 0               | 1               | 0               | 27    | 1           | 0              | 3      | 0            |
| 25 | D | Edson Seidou              | 2       | 0           | 0              | 0       | 0            | 0               | 0               | 0               | 0               | 0               | 2     | 0           | 0              | 0      | 0            |
| 35 | D | Peter Ouaneh              | 9       | 0           | 0              | 0       | 0            | 0               | 0               | 0               | 0               | 0               | 9     | 0           | 0              | 0      | 0            |
| 5  | D | Moïse Adilèhou            | 11      | 0           | 0              | 3       | 0            | 2               | 1               | 0               | 0               | 0               | 13    | 1           | 0              | 3      | 0            |
| 2  | D | Théo Pellenard            | 15      | 0           | 0              | 3       | 0            | 0               | 0               | 0               | 0               | 0               | 15    | 0           | 0              | 3      | 0            |
| 3  | D | William Bianda            | 6       | 0           | 0              | 1       | 0            | 3               | 0               | 0               | 1               | 0               | 9     | 0           | 0              | 2      | 0            |
| 17 | D | Williams Kokolo           | 32      | 1           | 2              | 3       | 0            | 4               | 0               | 1               | 0               | 0               | 36    | 1           | 3              | 4      | 0            |
| 21 | D | Owen Kouassi              | 33      | 2           | 1              | 5       | 0            | 3               | 0               | 0               | 0               | 0               | 36    | 2           | 1              | 5      | 0            |
| 23 | D | Yohan Tavares             | 29      | 0           | 0              | 5       | 0            | 2               | 0               | 0               | 0               | 0               | 31    | 0           | 0              | 5      | 0            |
| 7  | D | Thibaut Vargas            | 34      | 3           | 6              | 3       | 0            | 2               | 0               | 0               | 0               | 0               | 36    | 3           | 6              | 3      | 0            |
| 39 | D | Anthony Gonçalves         | 16      | 0           | 0              | 0       | 1            | 3               | 0               | 0               | 1               | 0               | 19    | 0           | 0              | 1      | 1            |
| 6  | M | Sam Sanna                 | 28      | 2           | 3              | 3       | 0            | 4               | 0               | 0               | 0               | 0               | 32    | 2           | 3              | 3      | 0            |
| 4  | M | Jimmy Roye                | 28      | 2           | 3              | 5       | 0            | 3               | 0               | 0               | 0               | 0               | 31    | 2           | 3              | 5      | 0            |
| 26 | M | William Benard            | 1       | 0           | 0              | 0       | 0            | 1               | 0               | 0               | 0               | 0               | 2     | 0           | 0              | 0      | 0            |
| 27 | M | Jordan Adéoti             | 11      | 0           | 0              | 1       | 0            | 1               | 0               | 0               | 0               | 0               | 12    | 0           | 0              | 1      | 0            |
| 19 | M | Malik Sellouki            | 33      | 11          | 4              | 3       | 0            | 4               | 0               | 0               | 1               | 0               | 37    | 11          | 4              | 4      | 0            |
| 11 | M | Lois Martins              | 7       | 0           | 0              | 2       | 0            | 3               | 0               | 0               | 0               | 0               | 10    | 0           | 0              | 2      | 0            |
| 33 | M | Enzo Montet               | 7       | 1           | 0              | 2       | 0            | 0               | 0               | 0               | 0               | 0               | 7     | 1           | 0              | 2      | 0            |
| 8  | M | Titouan Thomas            | 32      | 3           | 0              | 6       | 0            | 4               | 1               | 0               | 1               | 0               | 36    | 4           | 0              | 7      | 0            |
| 22 | A | Siriné Doucouré           | 21      | 1           | 2              | 0       | 0            | 4               | 0               | 0               | 0               | 0               | 25    | 1           | 2              | 0      | 0            |
| 9  | A | Mamadou Camara            | 28      | 5           | 2              | 5       | 0            | 3               | 1               | 0               | 0               | 0               | 31    | 6           | 2              | 5      | 0            |
| 9  | A | Junior Kadile             | 2       | 1           | 0              | 0       | 0            | 0               | 0               | 0               | 0               | 0               | 2     | 1           | 0              | 0      | 0            |
| 18 | A | Malik Tchokounté          | 30      | 9           | 2              | 6       | 0            | 4               | 0               | 0               | 0               | 0               | 34    | 9           | 2              | 6      | 0            |
| 10 | A | Kevin Zohi                | 29      | 1           | 3              | 1       | 0            | 4               | 0               | 0               | 0               | 0               | 33    | 1           | 3              | 1      | 0            |
| 14 | A | Jordan Tell               | 18      | 1           | 3              | 1       | 0            | 2               | 0               | 1               | 1               | 0               | 20    | 1           | 4              | 2      | 0            |
| 34 | A | Aymeric Faurand-Tournaire | 6       | 0           | 1              | 0       | 0            | 1               | 0               | 0               | 1               | 0               | 2     | 0           | 1              | 1      | 0            |

## Matchs de la saison

### Matchs amicaux
Cinq matchs amicaux sont prévus pour la période estivale.
| Date            | Adversaire     | Division | Lieu                           | Score | Buteurs du club               |
| --------------- | -------------- | -------- | ------------------------------ | ----- | ----------------------------- |
| 20 juillet 2024 | Stade rennais  | Ligue 1  | Dinard                         | 2-1   | 48' Tell                      |
| 24 juillet 2024 | Stade brestois | Ligue 1  | Dinan                          | 0-1   | 15' Kadile                    |
| 27 juillet 2024 | US Concarneau  | National | Gorron                         | 2-0   | 24' Kadile (P) 59' Tchokounté |
| 03 août 2024    | FC Nantes      | Ligue 1  | Stade Francis Le Basser, Laval | 1-2   | 45' Zohi                      |
| 10 août 2024    | US Orléans     | National | Stade Francis Le Basser, Laval | 3-2   | -                             |

### Ligue 2

#### Matchs de Ligue 2
| Date                       | Journée | TV                   | Adversaire       | Lieu | Score | Buteurs du club                            | Class. | Affluence |
| -------------------------- | ------- | -------------------- | ---------------- | ---- | ----- | ------------------------------------------ | ------ | --------- |
| Vendredi 16 août 2024      | J01     | beIN Sports Max 8    | Grenoble Foot 38 | Ext. | 2-1   | 90+2' Kadile                               | 12e    | 5168      |
| Vendredi 23 août 2024      | J02     | beIN Sports Max 9    | EA Guingamp      | Dom. | 0-1   | -                                          | 14e    | 7282      |
| Samedi 31 août 2024        | J03     | BeIn Sports 1        | FC Metz          | Ext. | 1-1   | 5' Thomas                                  | 15e    | 18369     |
| Vendredi 13 septembre 2024 | J04     | beIN Sports Max 9    | AC Ajaccio       | Dom. | 1-1   | 43' Sanna                                  | 15e    | 5748      |
| Vendredi 20 septembre 2024 | J05     | beIN Sports Max 8    | Red Star         | Ext. | 0-3   | 15', 37', 69' Sellouki                     | 13e    | 4560      |
| Mardi 24 septembre 2024    | J06     | BeIn Sports (France) | Rodez AF         | Ext. | 1-3   | 76' (P), 83' Tchokounté, 85' Vargas        | 12e    | 3749      |
| Vendredi 27 septembre 2024 | J07     | beIN Sports Max 7    | Pau FC           | Dom. | 3-1   | 29' Roye, 41' (P) Tchokounté, 80' Sellouki | 10e    | 5594      |
| Vendredi 4 octobre 2024    | J08     | beIN Sports 2        | Paris FC         | Ext. | 1-0   | -                                          | 10e    | 7062      |
| Vendredi 18 octobre 2024   | J09     | beIN Sports Max 7    | USL Dunkerque    | Dom. | 3-2   | 15' Tchokounté, 26' Sellouki, 34' Camara   | 8e     | 5948      |
| Vendredi 25 octobre 2024   | J10     | beIN Sports Max 7    | FC Annecy        | Ext. | 2-0   | -                                          | 9e     | 5362      |
| Mardi 29 octobre 2024      | J11     | beIN Sports Max 8    | Clermont Foot    | Dom. | 1-2   | 29' Sellouki                               | 11e    | 6799      |
| Vendredi 1er novembre 2024 | J12     | beIN Sports Max 8    | ES Troyes AC     | Ext. | 0-0   | -                                          | 9e     | 5365      |
| Vendredi 8 novembre 2024   | J13     | beIN Sports Max 4    | SC Bastia        | Dom. | 2-2   | 30' Camara, 65' Tchokounté                 | 9e     | 5663      |
| Vendredi 22 novembre 2024  | J14     | beIN Sports Max 9    | FC Martigues     | Ext. | 0-3   | 10' Camara, 49' Tchokounté, 85' Doucouré   | 8e     | 299       |
| Vendredi 6 décembre 2024   | J15     | beIN Sports Max 5    | SM Caen          | Dom. | 1-0   | 12' Sanna                                  | 8e     | 7154      |
| Vendredi 13 décembre 2024  | J16     | beIN Sports Max 5    | Amiens SC        | Ext. | 1-3   | 6', 89' (P) Camara, 85' Thomas             | 6e     | 8419      |
| Samedi 4 janvier 2025      | J17     | beIN Sports 1        | FC Lorient       | Dom. | 2-0   | 67' Kouassi 87' Tchokounté                 | 6e     | 7146      |
| Vendredi 10 janvier 2025   | J18     | beIN Sports Max 6    | Red Star         | Dom. | 1-1   | 8' Kouassi                                 | 6e     | 5580      |
| Vendredi 17 janvier 2025   | J19     | beIN Sports Max 8    | Clermont Foot    | Ext. | 1-1   | 57' Zohi                                   | 7e     | 4481      |
| Vendredi 24 janvier 2025   | J20     | beIN Sports Max 6    | ES Troyes AC     | Dom. | 1-0   | 62' Tell                                   | 6e     | 5116      |
| Vendredi 31 janvier 2025   | J21     | BeIn Sports Max 8    | Pau FC           | Ext. | 1-1   | 46' Vargas                                 | 6e     | 3019      |
| Vendredi 8 février 2025    | J22     | BeIn Sports Max 5    | FC Annecy        | Dom. | 0-1   | -                                          | 7e     | 5348      |
| Vendredi 14 février 2025   | J23     | BeIn Sports Max 5    | AC Ajaccio       | Ext. | 3-0   | -                                          | 7e     | 5726      |
| Samedi 22 février 2025     | J24     | BeIn Sports 1        | FC Lorient       | Ext. | 0-1   | 87' Cherni                                 | 7e     | 13012     |
| Vendredi 28 février 2025   | J25     | BeIn Sports Max 8    | FC Martigues     | Dom. | 0-1   | -                                          | 7e     | 6066      |
| Vendredi 7 mars 2025       | J26     | BeIn Sports Max 5    | SM Caen          | Ext. | 0-1   | 6' Kokolo                                  | 6e     | 17746     |
| Samedi 15 mars 2025        | J27     | beIN Sports 2        | Paris FC         | Dom. | 3-0   | 18' 55' Tchokounté, 53' Sellouki           | 6e     | 6449      |
| Samedi 29 mars 2025        | J28     | BeIn Sports 1        | EA Guingamp      | Ext. | 2-0   | -                                          | 6e     | 11636     |
| Vendredi 4 avril 2025      | J29     | BeIn Sports Max 5    | Grenoble Foot 38 | Dom. | 1-2   | 9' Montet                                  | 6e     | 6460      |
| Lundi 14 avril 2025        | J30     | BeIn Sports 1        | SC Bastia        | Ext. | 5-2   | 16' Sellouki 81' Thomas                    | 8e     | 8901      |
| Vendredi 18 avril 2025     | J31     | beIN Sports Max 7    | Rodez AF         | Dom. | 2-1   | 4' 56' Sellouki                            | 6e     | 5746      |
| Vendredi 25 avril 2025     | J32     | beIN Sports Max 9    | Amiens SC        | Dom. | 1-0   | 89' Roye                                   | 6e     | 7105      |
| Vendredi 2 mai 2025        | J33     | beIN Sports Max 6    | USL Dunkerque    | Ext. | 0-0   | -                                          | 6e     | 4558      |
| Vendredi 10 mai 2025       | J34     | beIN Sports Max 6    | FC Metz          | Dom. | 2-3   | 69' Sellouki 70' Vargas                    | 7e     | 8924      |

#### Classement
| Rang | Équipe           | Pts | J  | G  | N  | P  | Bp | Bc | Diff | Promotion ou relégation                 |
| ---- | ---------------- | --- | -- | -- | -- | -- | -- | -- | ---- | --------------------------------------- |
| 5    | EA Guingamp      | 55  | 34 | 17 | 4  | 13 | 57 | 45 | +12  | Participation aux barrages de promotion |
| 6    | FC Annecy        | 51  | 34 | 14 | 9  | 11 | 42 | 43 | −1   |                                         |
| 7    | Stade lavallois  | 50  | 34 | 14 | 8  | 12 | 44 | 38 | +6   |                                         |
| 8    | SC Bastia        | 48  | 34 | 11 | 15 | 8  | 43 | 37 | +6   |                                         |
| 9    | Grenoble Foot 38 | 46  | 34 | 13 | 7  | 14 | 43 | 44 | −1   |                                         |

#### Résultats par journée
Nota : l'ordre des journées est celui dans lequel elles ont été jouées. La place au classement est celle à l'issue du week-end ou du milieu de semaine.
| Journée   | 1  | 2  | 3  | 4  | 5  | 6  | 7  | 8  | 9 | 10 | 11 | 12 | 13 | 14 | 15 | 16 | 17 | 18 | 19 | 20 | 21 | 22 | 23 | 24 | 25 | 26 | 27 | 28 | 29 | 30 | 31 | 32 | 33 | 34 |
| --------- | -- | -- | -- | -- | -- | -- | -- | -- | - | -- | -- | -- | -- | -- | -- | -- | -- | -- | -- | -- | -- | -- | -- | -- | -- | -- | -- | -- | -- | -- | -- | -- | -- | -- |
| Résultats | D  | D  | N  | N  | V  | V  | V  | D  | V | D  | D  | N  | N  | V  | V  | V  | V  | N  | N  | V  | N  | D  | D  | V  | D  | V  | V  | D  | D  | D  | V  | V  | N  | D  |
| Place     | 12 | 14 | 15 | 15 | 13 | 12 | 10 | 10 | 8 | 9  | 11 | 9  | 9  | 8  | 8  | 6  | 6  | 6  | 7  | 6  | 7  | 7  | 7  | 7  | 7  | 6  | 6  | 6  | 6  | 8  | 6  | 6  | 6  | 7  |

Résultat : V = Victoire ; N = Nul ; D = Défaite

### Coupe de France
| Date                      | Tour          | TV                | Adversaire           | Niveau   | Lieu                    | Score         | Buteurs du club       | Affluence |
| ------------------------- | ------------- | ----------------- | -------------------- | -------- | ----------------------- | ------------- | --------------------- | --------- |
| 16 novembre 2024          | 7e tour       | Youtube           | AS Vitré             | N3       | Vitré                   | 0-0 (4-5 tab) |                       | ~2900     |
| 30 novembre 2024          | 8e tour       | FFF TV et Youtube | US Concarneau        | National | Stade Francis Le Basser | 2-2 (5-3 tab) | 14' Camara 85' Thomas | 2864      |
| 20 décembre 2024          | 32e de finale | beIN Sports Max 8 | SA Mérignac Football | R1       | Mérignac                | 0-0 (3-4 tab) |                       |           |
| 14, 15 ou 16 janvier 2025 | 16e de finale | beIN Sports       | Toulouse FC          | Ligue 1  | Stadium de Toulouse     | 2-1           | 85' Adilèhou          | 17921     |